# Petits Meurtres entre voisins

Petits Meurtres entre voisins est un téléfilm canadien réalisé par Terry Ingram et diffusé en 2009.

## Fiche technique
- Titre original : The Building
- Scénario : Tracy Charlton
- Durée : 90 min
- Pays :  Canada

## Distribution
- Erica Durance (VF : Véronique Desmadryl) : Jules Wilde
- Adrian Holmes : Moine
- David Palffy : Ari
- Ken Kirzinger (VF : Marc Alfos) : Rick
- Keegan Connor Tracy (VF : Cathy Diraison) : Lilly
- Sarah-Jane Redmond (VF : Ivana Coppola) : Christina
- Apollonia Vanova (VF : Christine Bellier) : Irina
- Zinaid Memisevic : Thaddius
- Gerry Morton : Lars
- Kyle Cassie : Bobby
- April Telek : Maria
- Matthew Robert Kelly (VF : Mathieu Buscatto) : l'inspecteur MacIntyre
- Dexter Bell (VF : Laurent Morteau) : Vincent